# Stereophyllum guineense
Stereophyllum guineense là một loài rêu trong họ Stereophyllaceae. Loài này được Broth. & Paris mô tả khoa học đầu tiên năm 1903.